# Jože Mavrič
Jože Mavrič, slovenski učitelj, prosvetni in gospodarski delavec, * 26. oktober 1897, Črniče, Avstro-Ogrska, † 20. november 1957, Buenos Aires, Argentina. 
Ljudsko šolo je obiskoval v rojstnem kraju, gimnazijo je začel obiskovati v Gorici, končal pa na Zavodu svetega Stanislava v Šentvidu pri Ljubljani. Ker ni imel sredstev, da bi nadaljeval s študijem prava, se je najprej zaposlil na pošti, potem pa na Dravski banovini, kjer je dosegal položaj računskega inšpektorja in revizorja. Maja 1945 je odšel v Avstrijo in bil v begunskih taboriščih v Vetrinju, Lienz in Špitalu ob Dravi, 1948 pa se je preselil v Argentino. Da bi se gospodarsko osamosvojil je s še nekaterimi rojaki v Buenos Airesu ustanovil strojno podjetje Rueda, kasneje pa je vodil svojo trgovino z železnino.
Mavrič je že, ko je živel še v Ljubljani deloval v raznih katoliških, prosvetnih, gospodarskih in socialnih organizacijah. Veliko je pomagal pri obnovi cerkve sv. Krištofa in ureditvi novega župnišča pri cerkvi sv. Cirila in Metoda. Enako je deloval tudi v novi domovini: bil je član Društva Slovencev, član Odbora za Slovenske semeniščnike in bil med soustanovitelji Slovenske gospodarske zadruge. Vsa leta je bil tudi član Katoliške akcije. V novi domovini pa je veliko pomagal tudi rojakom, da so se gospodarsko osamosvojili.